# Wintrebertia tulearensis
Wintrebertia tulearensis är en insektsart som beskrevs av Marius Descamps 1964. Wintrebertia tulearensis ingår i släktet Wintrebertia och familjen Euschmidtiidae. Inga underarter finns listade i Catalogue of Life.